# Diliman FC
El Diliman Football Club es un equipo de fútbol profesional de Ciudad Quezón, Filipinas. Es un equipo de primera división de Filipinas de la UFL 2. Fue fundado en 1982 por alumnos de la Universidad de las Filipinas en Diliman, y es en su mayoría compuesto por jugadores de UP Diliman Men's Varsity Football Team. 
Es el equipo que más aficionados tiene en el distrito de Diliman, al sur de Ciudad Quezón.